# My Little Sister (film fra 1919)
My Little Sister er en amerikansk stumfilm fra 1919 af Kenean Buel.

## Medvirkende
- Evelyn Nesbit
- Leslie Austin som Eric
- Lillian Hall som Bettina
- Kempton Greene som Ranny
- Lyster Chambers